# Parabuthus quincyae
Espèce
Parabuthus quincyae est une espèce de scorpions de la famille des Buthidae.

## Distribution
Cette espèce est endémique du Somaliland en Somalie. Elle se rencontre vers Huluul.

## Description
Le mâle holotype mesure 71,52 mm.

## Systématique et taxinomie
Cette espèce a été décrite par Kovařík, Lowe, Elmi et Šťáhlavský en 2024.

## Étymologie
Cette espèce est nommée en l'honneur de Quincy Isis. 

## Publication originale
(juillet 2024).
- Kovařík, Lowe, Elmi & Šťáhlavský, 2024 : « Scorpions of the Horn of Africa (Arachnida: Scorpiones). Part XXX. Parabuthus (Buthidae) (Part III), with description of three new species from Somaliland and occurrence of Parabuthus eritreaensis Kovařík, 2003. » Euscorpius, no 385, p. 1-27 (texte intégral).